# サッカーマガジン

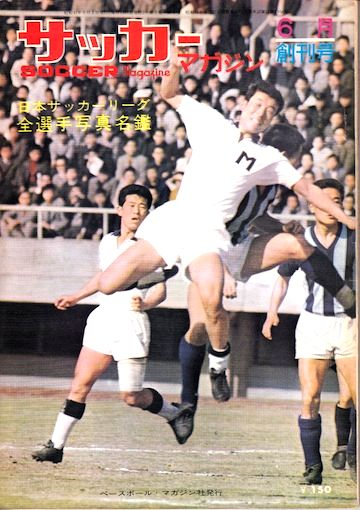
サッカーマガジン創刊号 (1966年)

『サッカーマガジン』（Soccer Magazine）は、ベースボール・マガジン社（BBM）が1966年2月から刊行しているサッカー専門誌である。前身の『スポーツマガジン』を含めて、現存する日本国内向けのサッカー雑誌としては、最古の歴史を誇る。

## 概要
1966年2月17日、創刊準備号として前身となる『スポーツマガジン サッカー特集号』を発行。その3ヵ月後の5月に、月刊誌として『サッカーマガジン』を創刊。その後の紆余曲折を経て、1993年のJリーグ開幕後、同年10月20日号より週刊化された。
2013年10月まで延べ20年もの間、週刊誌として発行した。同年11月より2016年6月24日発売の8月号まで、月刊誌『サッカーマガジンZONE』として刊行された。さらに創刊50周年の説目に合わせ、2016年7月23日発売の9月号より『サッカーマガジン』に誌名を戻した。

## 沿革
- 1966年: 2月に前身の『スポーツマガジン サッカー特集号』を発行、その3ヵ月後に月刊誌『サッカーマガジン』として創刊。
- 1975年: 隔週刊誌に移行。
- 1981年: 2回目の月刊化。
- 1992年: 2回目の隔週刊化。
- 1993年: Jリーグ開幕後、10月20日号（通巻426号）より週刊化。
- 2002年: W杯日韓大会の開催期間中のみ、週2回刊で発行。
- 2013年: 11月より誌名を『サッカーマガジンZONE』と改称し3回目の月刊化に踏み切る[3]。
- 2016年: 7月24日発売の9月号より誌名を『サッカーマガジン』と改称。
- 2021年: 8月24日発売の10月号より隔月刊化。

## 特徴
本誌では、Jリーグの登録選手について、本来の登録名とは異なる表記をされている日本人選手（帰化選手も含む）が何人かいる。三浦知良は「カズ」。三都主アレサンドロは日本国籍取得・登録名変更後も「アレックス」（三都主が帰化した折、「これからもアレックスと呼んで欲しい」と発言している）。田中マルクス闘莉王は日本人選手がフルネーム表記されているページでも「闘莉王」。ディビッドソン純マーカスは日本人選手が姓だけ表記されているページで本来なら姓の「ディビッドソン」と表記されるところ「純マーカス」、長谷川アーリアジャスールもディビッドソンと同様の例で「アーリアジャスール」と表記されている。競合誌の『週刊サッカーダイジェスト』（サカダイ）では韓国・朝鮮系選手がカタカナ表記となっている以外、そのような現象は見られない。
読者から毎週一つのお題を募集し、投稿されたネタを披露する『サッカーの素』というコーナーがあった。その他の連載では、藤島大の『無限大のボール』、ジャックティベールの『フットボールを謳う』などがあったが、エンターテインメント性を前面に出した他誌に比べ、（2006年11月の誌面リニューアル後は特に）硬派なページが多い傾向があった。ただ、かつては『もし、サッカー選手でなかったら』や『明石家さんまの爆笑キックオフ』などの連載もあった。
2008年3月25日号から村山文夫による4コマ漫画『うるとらスーパーさぶっ!!』の連載が始まった。『サカダイ』で連載されていた『スーパーさぶっ!!劇場』の移籍とも取れる。同年、月2回発行されていた『ワールドサッカーマガジン』の廃刊に伴い、同誌に掲載されていた「ティティのバルサ発見記（バルセロナ移籍後のアンリの、スペインでの体験談）」・「俺のブルーズを聞け!（チェルシーに所属するドログバのコラム）」らのコラムが移ることとなり、事実上『ワールドサッカーマガジン』を吸収する形となった。
再月刊化された2014年1月号（2013年11月発売）以後は、テーママガジン形式のスタイルを取っており、Jリーグだけでなく、世界のサッカーの現状や問題点・トピックスに重きが置かれている。また宮本恒靖特別編集長、堀江貴文、又吉直樹らの連載コラムや、サッカーに関連したサブカルチャー（テレビゲーム、音楽、映画、本他）についての連載が掲載されている。週刊誌時代に連載していたJリーグ各クラブや各カテゴリー別のトピック、国外サッカーの戦評などは掲載されていない（J2リーグについては『月刊J2マガジン』に各クラブのトピックを掲載している）。
サッカーマガジンとして再リニューアル後は「日本最古の専門誌、再始動」として投稿コーナー『サッカーの素』が復活（『続・サッカーの素』）。インタビューを中心に、サッカーそのものを伝える紙面構成となった。
2021年10月号以降の隔月刊化後は、基本的に1号ごとに1クラブのみ、もしくは1事象（サッカー日本代表、または全国高等学校サッカー選手権大会）のみを取り上げ、それぞれの現在に至るまでの歴史を振り返る誌面構成となっている。

## エピソード
同誌が創刊された当時、サッカーはまだ日本ではマイナー競技であった為、初代編集長の関谷は写真一枚を選ぶにしても、出来るだけ貧相な写真は載せない様にしていたという。
編集部に読者の母親らしい人物から「息子が家出しました。持って出たのは、サッカー用具と、ためていたサッカーマガジンだけです。何かあったらお願いします。」という電話がかかって来た事があった。
1981年6月に6年ぶりの月刊誌に戻すのを機に、それまでは外国物の記事中心だった当時のライバル誌『イレブン』に対抗する形で、70年代前半から外国人選手ばかりだった表紙を日本人選手中心に方針変換した。
1982年、NHKがFIFAワールドカップスペイン大会を19試合放映したのを機に、ブラジル代表の「黄金の4人」が日本中を熱狂させた。その時に、ブラジルコーヒー院の提供でブラジル代表のTシャツプレゼントを誌上応募した際、あっという間に1万通を超える応募が編集部に来たので、この反響の大きさには編集部一同驚いた。
1989年、FIFAワールドカップ・1990年イタリア大会の南米予選において、チリ代表のゴールキーパーロベルト・ロハスが、投げ付けられた発炎筒が命中し負傷したと言う自作自演を行った、俗に言うロハス事件において、本誌と契約していたアルゼンチン人カメラマン リカルド・アルフィエリが、投げ込まれた発炎筒がロハスに全く命中していない事を証明する写真を撮影、結果、本誌が世界で最初にスクープする事となり、事件とは全く関係のないはずの日本の雑誌が真相を明らかにしたことが話題となった。
1993年のJリーグ発足以後、週刊化（週刊サッカーダイジェストもそれに追随）したが、発行部数で「-ダイジェスト」に差を付けられたことや出版不況の影響などもあり、週刊発行を2013年10月29日（首都圏・近畿圏基準）に発売された同11月12日号をもって終了し、11月から20年ぶりに月刊誌に戻り『月刊SOCCER MAGAZINE ZONE』としてリニューアルされることになった。発売は原則毎月24日。これに際し、「特別編集長」としてサッカー解説者・日本サッカー協会国際委員の宮本恒靖を起用した。

## 記録
- 『サッカーマガジン』史上、現時点で最も多く売り上げたのは発売日当日に完売したというジョホールバルの歓喜を報じた1997年12月3日号（634号）である。なお、編集部ではこの号を「幻の一冊」と呼んでいる。
- サッカーマガジン史上、現時点で最も多く誌上プレゼントの応募が来た号はダンボール3箱分の応募ハガキが来たという「ギド・ブッフバルトのサイン入り引退試合記念ユニフォーム」の読者プレゼントを募集した1997年11月12日号（631号）である。
- これまで最も多く同誌の表紙を飾ったのは中田英寿（79回）であり、それに続くのは三浦知良（36回）と中村俊輔（29回）である。

## 節目号の表紙
| 号数   | 年・月・日号     | 表紙             | 所属（当時）        |
| ------ | ---------------- | ---------------- | ------------------- |
| 1号    | 1966年6月号      | 杉山隆一         | 三菱                |
| 100号  | 1973年9月号      | パウロ・セザール | ブラジル代表        |
| 200号  | 1978年10月10日号 | ブライトナー     | 西ドイツ代表        |
| 300号  | 1984年10月号     | 木村和司         | 日産                |
| 300号  | 1984年10月号     | 大榎克己         | 早大                |
| 400号  | 1992年8月号      | カヒーニア       | アルゼンチン代表    |
| 500号  | 1995年4月12日号  | 三浦知良         | ジェノア            |
| 600号  | 1997年4月9日号   | 日本代表チーム   | 日本サッカー協会    |
| 700号  | 1999年3月3日号   | 柳沢敦           | 鹿島アントラーズ    |
| 800号  | 2001年2月14日号  | ASIMO            | Honda               |
| 900号  | 2002年12月11日号 | 小野伸二         | フェイエノールト    |
| 1000号 | 2004年11月23日号 | 岡田武史         | 横浜F・マリノス監督 |
| 1000号 | 2004年11月23日号 | ジーコ           | 日本代表監督        |
| 1100号 | 2006年9月19日号  | 松井大輔         | ル・マン            |
| 1200号 | 2008年8月12日号  | ロナウジーニョ   | ミラン              |
| 1200号 | 2008年8月12日号  | メッシ           | バルセロナ          |
| 1300号 | 2010年7月20日号  | 松井大輔         | 日本代表            |
| 1300号 | 2010年7月20日号  | 長友佑都         | 日本代表            |
| 1400号 | 2012年5月22日号  | 関口訓充         | ベガルタ仙台        |
| 1500号 | 2014年12月号     | デル・ピエロ     | デリー・ディナモス  |

## 歴代編集長
- 関谷勇（初代）
- 堀内征一（1973年-1975年）
- 大住良之（1978年-1982年）
- 千野圭一（1982年-1998年）
- 伊東武彦（1998年-2004年）
- 平澤大輔（2006年）
- 北條聡（2009年-2013年）
- 宮本恒靖（2014年・特別編集長[8]）

## 連載執筆者
- 望月三起也（漫画家。漫画コラムを連載）
- 牛木素吉郎（元読売新聞運動記者・スポーツライター）
- 賀川浩（元サンケイスポーツ記者・スポーツライター）
- ショーン・キャロル（イギリス人スポーツライター）
- 吉崎エイジーニョ（スポーツライター）
- 加藤未央（女優・スポーツキャスター）
- 日々野真理（フリーアナウンサー・スポーツライター）
- 足立梨花（女優・Jリーグ特命PR部女子マネジャー[9]）

## クリスタル・アウォード
「クリスタル・アウォード」は『週刊サッカーマガジン』が選定する年間最優秀日本人選手に贈られる賞である。週刊サッカーマガジンに寄稿しているライターなどで有識者で構成された選考委員により受賞者が決まる。受賞者は原則1人だが、2002年は特例で2人が受賞した。
| 年   | 受賞者   | 所属クラブ(当時) |
| ---- | -------- | ---------------- |
| 2000 | 森島寛晃 | セレッソ大阪     |
| 2001 | 服部年宏 | ジュビロ磐田     |
| 2002 | 稲本潤一 | フルハム         |
| 2002 | 高原直泰 | ジュビロ磐田     |
| 2003 | 中澤佑二 | 横浜F・マリノス  |
| 2004 | 中澤佑二 | 横浜F・マリノス  |
| 2005 | 中村俊輔 | セルティック     |
| 2006 | 闘莉王   | 浦和レッズ       |
| 2007 | 鈴木啓太 | 浦和レッズ       |
| 2008 | 遠藤保仁 | ガンバ大阪       |
| 2009 | 岡崎慎司 | 清水エスパルス   |

## 姉妹誌
- サッカークリニック - 1994年創刊。選手や指導者向けの技術や戦術専門誌。
- ワールドサッカーマガジン - 1999年創刊。欧州5大リーグや南米のコパ・リベルタドーレスなど、日本国外のサッカー記事を扱っていた。2008年に休刊。
- 月刊J2マガジン - 2013年創刊。世界のサッカー雑誌業界初となる「2部リーグ」専門誌。2016年より不定期刊のサッカーマガジン増刊号「J2マガジン」へと変更し、その後休刊となった。